# Pleasant Valley (Missouri)
Pour les articles homonymes, voir Pleasant Valley.
Pleasant Valley est une ville du comté de Clay, dans le Missouri, aux États-Unis,. Située au sud du comté, elle est incorporée en 1962.

## Démographie
Lors du recensement de 2010, la ville comptait une population de 2 961 habitants. Elle est estimée, en 2016, à 3 067 habitants.

## Source de la traduction
- (en) Cet article est partiellement ou en totalité issu de l’article de Wikipédia en anglais intitulé « Pleasant Valley, Missouri » (voir la liste des auteurs).